# 宗甫分町 (前橋市)
宗甫分町（そうほぶんまち）は、群馬県前橋市の旧町名である。
現在の南町一丁目、南町二丁目、南町三丁目、南町四丁目の各一部となった。

## 地理
前橋市の中部に位置していた。

## 歴史
江戸時代頃からある地名であり、前橋藩領だった。
1967年（昭和42年）の住居表示の実施に伴う町名変更により、南町一丁目、南町二丁目、南町三丁目、南町四丁目の一部となり消滅した。

### 年表
- 1889年 町村制施行により宗甫分村は大半が東群馬郡上川淵村に、一部が前橋町になった。
- 1892年 前橋の市制施行に伴い前橋市の大字宗甫分となる。
- 1901年 上川淵村の大字宗甫分が周辺地区とともに前橋市へ編入する。
- 1951年 前橋市の大字から前橋市の町名となったため前橋市宗甫分町となる。
- 1967年 住居表示の実施に伴う町名変更により、南町一丁目、南町二丁目、南町三丁目、南町四丁目となり消滅。